# Royal Indian Open 2012
El Royal Indian Open 2012 es un torneo organizado por mujeres profesionales jugadores de tenis, jugado en canchas duras al aire libre . El evento se clasifica como un WTA Challenger Series torneo. Se llevará a cabo en Pune, India entre 5 de noviembre y 11 de noviembre de 2012.

## Cabeza de serie
| Tenista             | Ranking | Preclasificada |
| Nina Bratchikova    | 90      | 1              |
| Misaki Doi          | 104     | 2              |
| Donna Vekic         | 114     | 3              |
| Eva Birnerova       | 125     | 4              |
| Kimiko Date-Krumm   | 128     | 5              |
| Andrea Petkovic     | 140     | 6              |
| Elina Svitolina     | 148     | 7              |
| Tamarine Tanasugarn | 151     | 8              |

- Ranking del 22 de octubre

## Campeonas

### Individual
Elina Svitolina venció a  Kimiko Date-Krumm por 6-2 6-3

### Dobles
Nina Bratchikova /  Oksana Kalashnikova vencieron a  Julia Glushko /  Noppawan Lertcheewakarn por 6-0 4-6 1-0(10-8)